# Entlebuch (gemeente)
Entlebuch is een gemeente gelegen in het kanton Luzern. Het was niet de hoofdplaats van het district Entlebuch, hoewel het dezelfde naam had, tot op 1 januari 2008 de districten van Luzern werden afgeschaft. Het dorp ligt aan de rivier de Kleine Emme.

## Demografie
Van 1745 tot 1850 verdubbelde het inwonertal.